# Браслав
Бра́слав (біл. Бра́слаў, Braslaŭ) — місто у Вітебській області Білорусі. Адміністративний центр Браславського району.
Населення становить 9,9 тис. осіб (2006; 1,6 тис. в 1913).

## Географія
Місто розташоване на березі озера Дрив'яти, яке входить до складу системи Браславських озер. Близькість (16 км) його до латвійського кордону та розташування на шляху з Вітебська до Даугавпілса, визначає економічне та політичне значення Браслава.

## Економіка
В місті працюють підприємства харчової та легкою промисловостей. Є гімназія, 3 середні школи, спортивна школа, школа мистецтв, 2 бібліотеки, Будинок культури, народний театр. З 1984 року діє Браславське музейне об'єднання (історико-краєзнавчий музей, музей традиційної культури). Видається газета «Браславська зірка».
Браслав — центр туризму національного значення. Тут працюють туристично-оздоровче підприємство «Браславські озера», туркомплекси «Дрив'яти», «Золава», «Слобідка», державна природоохоронна установа (національний парк «Браславські озера»), 2 готелі (в тому числі «Заїжджий двір»), 2 мисливські організації «Обаб'є», «Браслав», дім рибалки «Леошки», агротуристична садиба «На Браславських озерах».

## Історія
Браслав — одне з найстаріших міст Білорусі. В IX столітті на його місці існувало поселення латгалів та кривичів. Перші згадки відносяться до 1065 року в хроніках М. Стрийковського. Спочатку він називався Брячиславль, за ім'ям князя Брячислава Ізяславича, пізніше відомий під іншими назвами (Браславль, Браслав-Завельський, Брятисав). Відносивя до Полоцького князівства. З XIV століття місто належало князеві Гедиміну, потім його сину Явнуту. В XV столітті Браслав став центром Браславського повіту Віленського воєводства. 8 жовтня 1500 року князь Олександр Ягеллончик надав місту магдебурзьке право. Після його смерті в 1506 році, Браслав переходить до його дружини Олени. В XVII–XVIII століттях зазнав кілька спустошень та руйнувань. 2 червня 1792 року місто отримало свій герб.
У 1793—1795 роках — центр Браславського воєводства. 1795 року Браслав перейшов до складу Російської імперії і став центром Браславського повіту. На початку XX століття в місті працювали винокурня, лікарня, сільське училище. В лютому 1922 року місто перейшло до Польщі, де знаходився до 1939 року. 1940 року став центром Браславського району. 1941 року Браслав був окупований німцями, звільнений 6 червня 1944 року.

## Видатні місця
- Братські могили радянських воїнів, партизан та жертв фашизму
- Замкова гора — історико-культурний пам'ятник, городище IX століття
- Успенська церква
- Костел Діви Марії

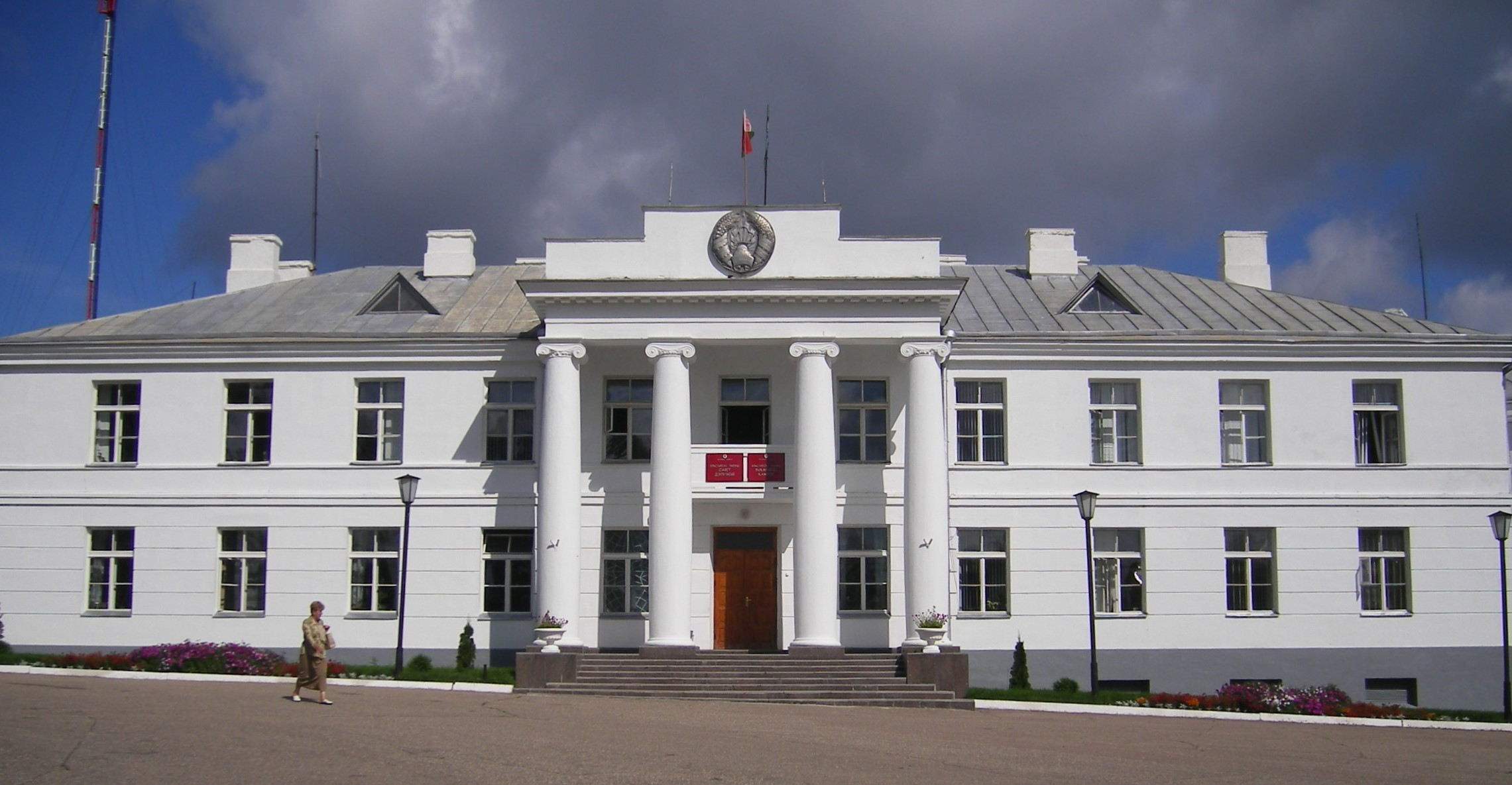
Районна адміністрація
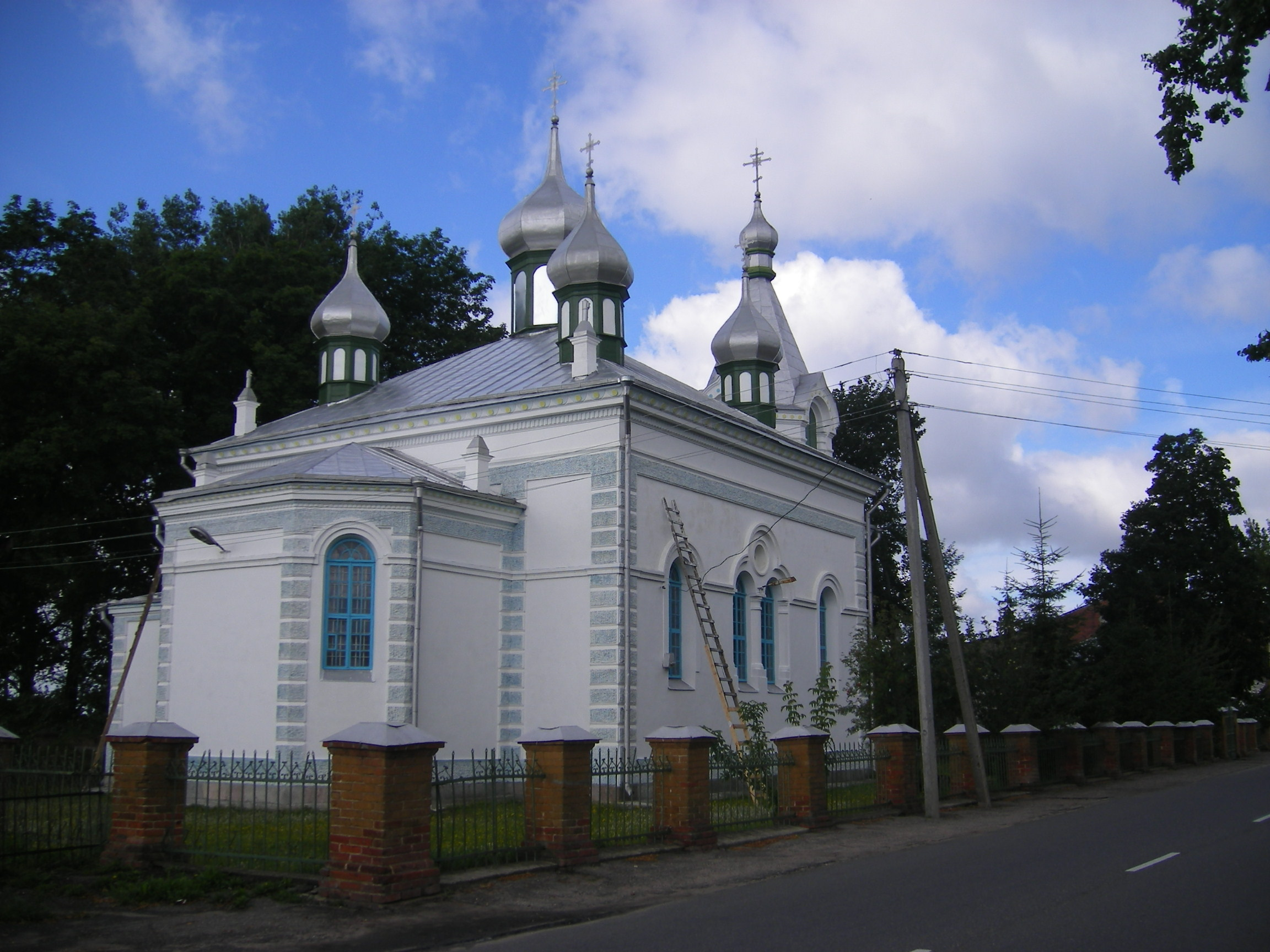
Успенська церква
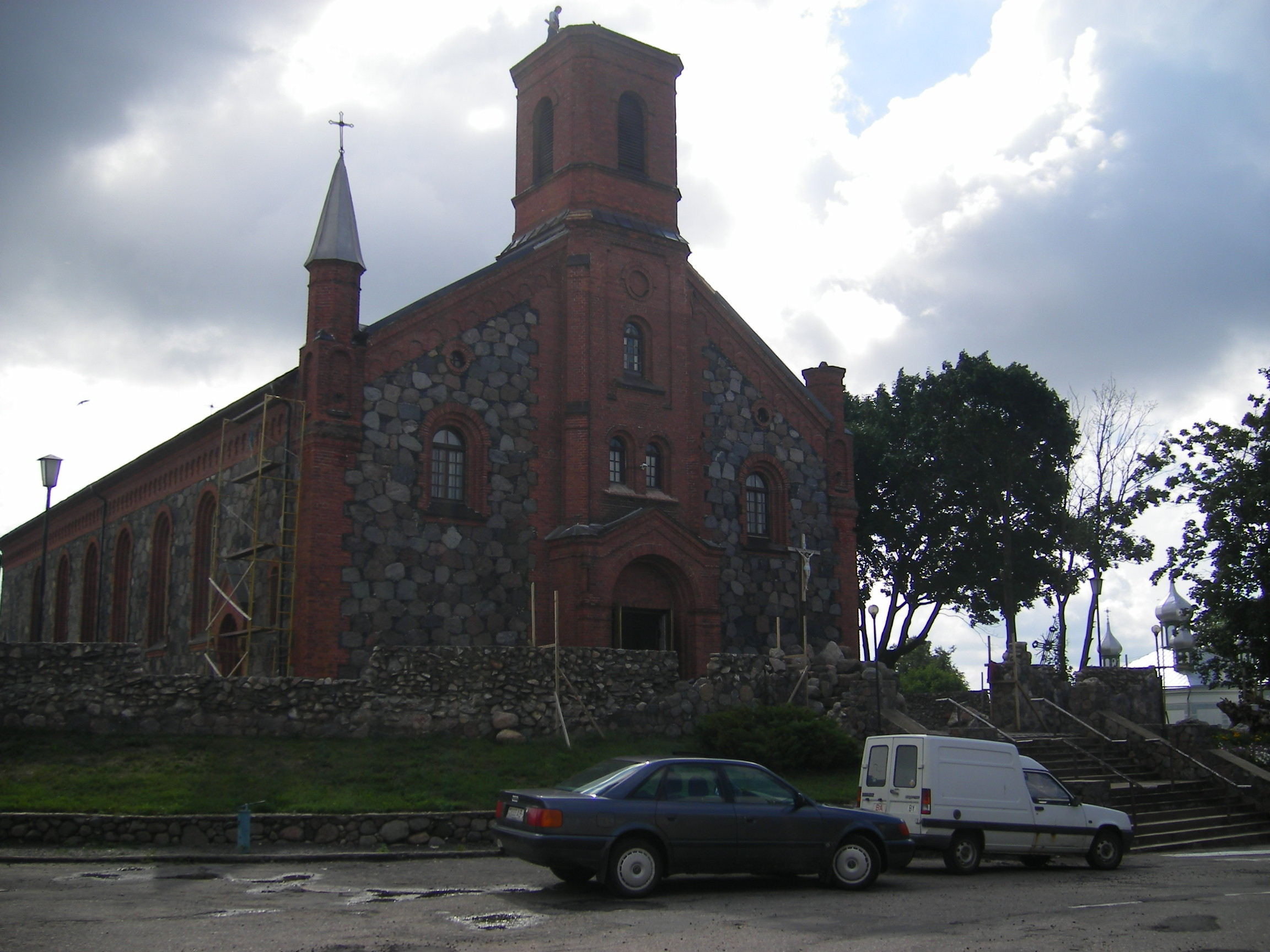
Костел Діви Марії
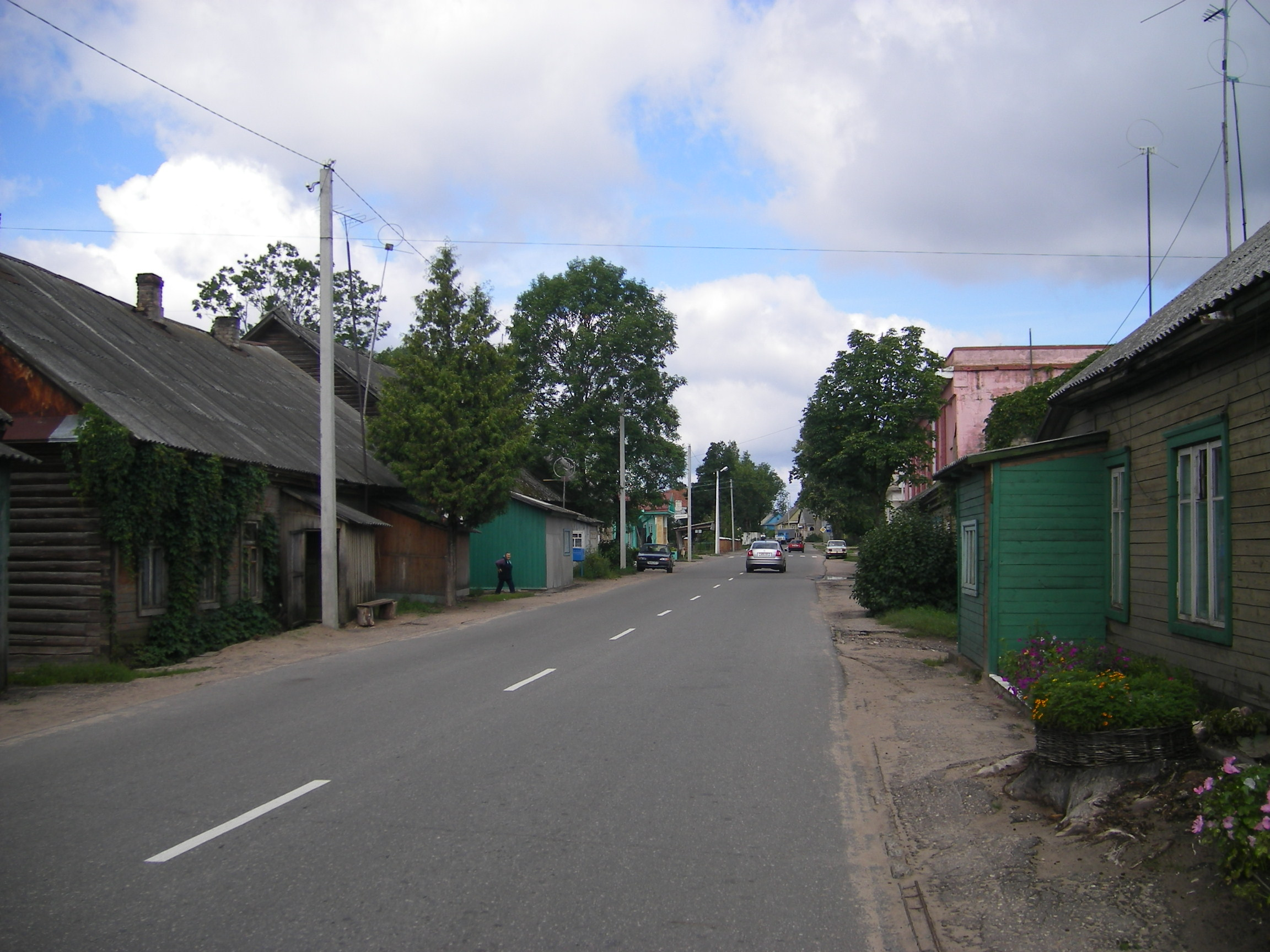
Вулиця Леніна

## Відомі особи
- Нарбут Станіслав — доктор медичних наук, лікар.